# Žumberk (tvrz)
Tvrz Žumberk je panské sídlo nacházející se ve vesnici Žumberk, části obce Žár v okrese České Budějovice. Je chráněna jako kulturní památka, na seznam památek byla pod rejstříkovým číslem 11595/3-623 zapsána v roce 1963. Je přístupná veřejnosti, sídlí zde pobočka Jihočeského muzea v Českých Budějovicích.

## Historie

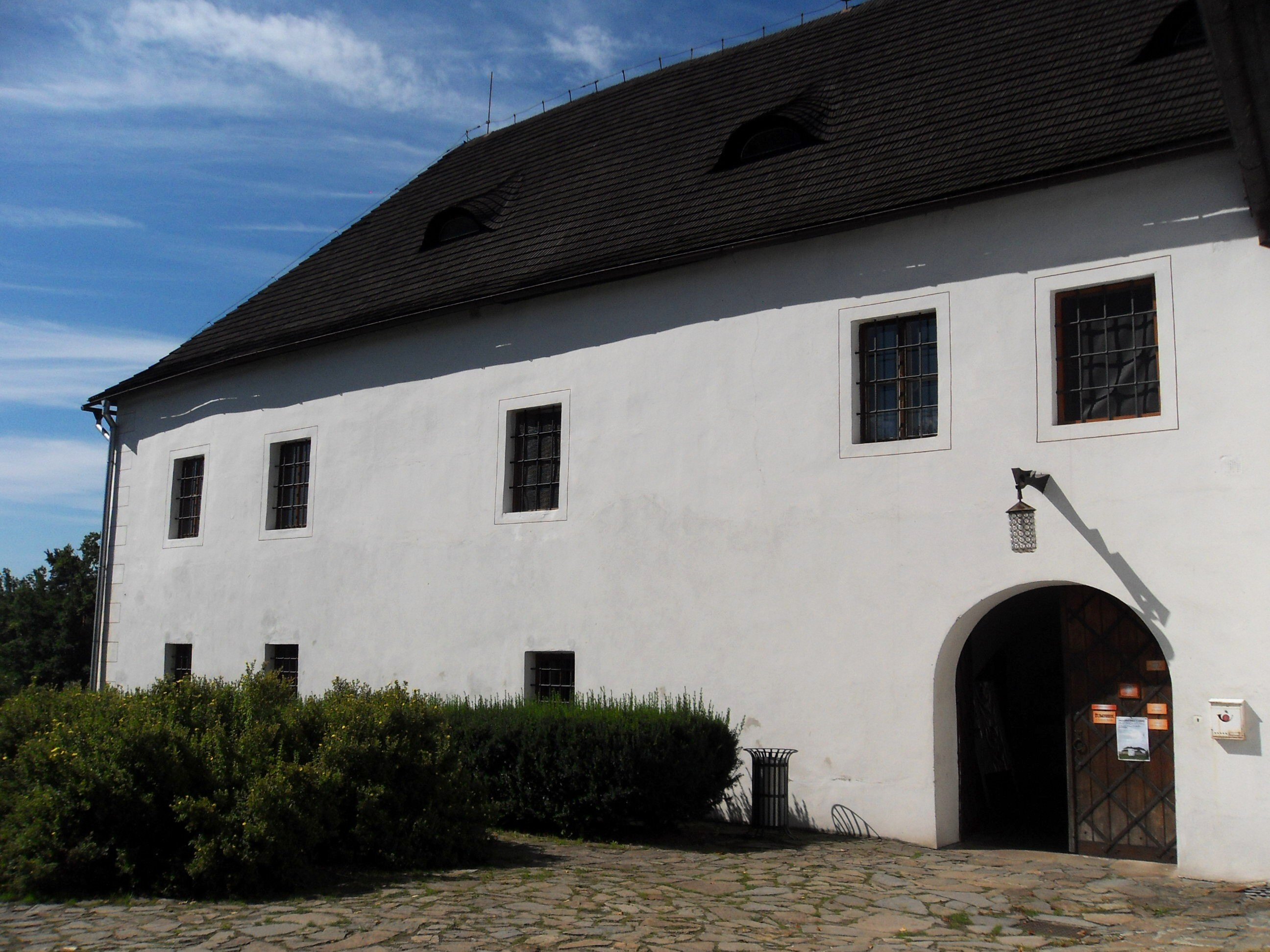
Východní křídlo budovy tvrze s průjezdem

Žumberk byl již ve 13. století centrem šlechtického statku, roku 1279 jsou připomínáni jako držitelé bratři Engelschak, Smil, Pardus a Jan ze Sonnberka. Panské sídlo zde vzniklo nejpozději ve 14. století. V polovině 14. století drželi ves s poplužním dvorem páni z Hrádku, od poslední čtvrtiny 14. století byl jejím majitelem vladycký rod ze Žumberka, jehož nejstarší známý člen Pavlík je poprvé připomínán v roce 1383. Na konci 15. století vystavěl zřejmě Ludvík ze Žumberka novou tvrz, neboť stávající sídlo již pravděpodobně nevyhovovalo jeho nárokům. Tato tvrz se v přestavěné podobě dochovala do dnešních dnů. Páni ze Žumberka drželi ves do začátku 16. století, po nich krátce následovali páni z Rajholce a především Pouzarové z Michnic. V roce 1600 zemřel Jindřich Pouzar (jeho epitaf s českým nápisem ve zdejším kostele z roku 1600 zobrazuje rytíře klečícího před Ukřižovaným). Jeho dědicové z rodu Častolárů Dlouhoveských z Dlouhé Vsi a na Chlumu prodali v roce 1602 statek Petru Vokovi z Rožmberka. Po něm jej od roku 1610 držel jeho německý sekretář a básník Theobald Hock ze Zweibrucku a jeho příbuzný Jan Höck, úředník u pražského apelačního soudu; od rozdělení majetku roku 1612 pouze Theobald. Ten byl však souzen za padělání úředních dokladů, Žumberk tedy přešel na Švamberky, dědice Rožmberků, kteří jej připojili k novohradskému panství, jež v roce 1620 získali Buquoyové.
Buquoyové žumberskou tvrz v 17. století příliš nevyužívali, v polovině 18. století již nevyhovovala jejich nárokům, takže byla využívána pro byty pro vrchnostenské zaměstnance a v roce 1817 byla prodána čtyřem poddaným, kteří si ji rozdělili. Poplužní dvůr severně od budovy tvrze byl v 80. letech 18. století rozdělen na osm samostatných poddanských hospodářství, několik dalších chalup poté vzniklo i v opevněném areálu mezi kostelem a budovou tvrze a při hradbách, díky čemuž vznikl později šířený omyl o opevněné vsi. Tvrz postupně chátrala. Po roce 1945 zůstala v majetku státu, v letech 1969–1974 byla kompletně zrekonstruována, od té doby zde sídlí muzeum venkovského lidu s expozicí malovaného lidového nábytku z jižních Čech, které je doplněno o historickou část o dějinách Žumberka a okolí. Od roku 1997 bylo zrekonstruováno opevnění včetně čtyř bašt (ve dvou z nich se nachází přístupné lapidárium), pátá dochovaná bašta je v soukromém vlastnictví a byla opravena po roce 1990. Tvrz je nyní v majetku Jihočeského kraje a spravuje ji Jihočeské muzeum v Českých Budějovicích.

## Stavební vývoj

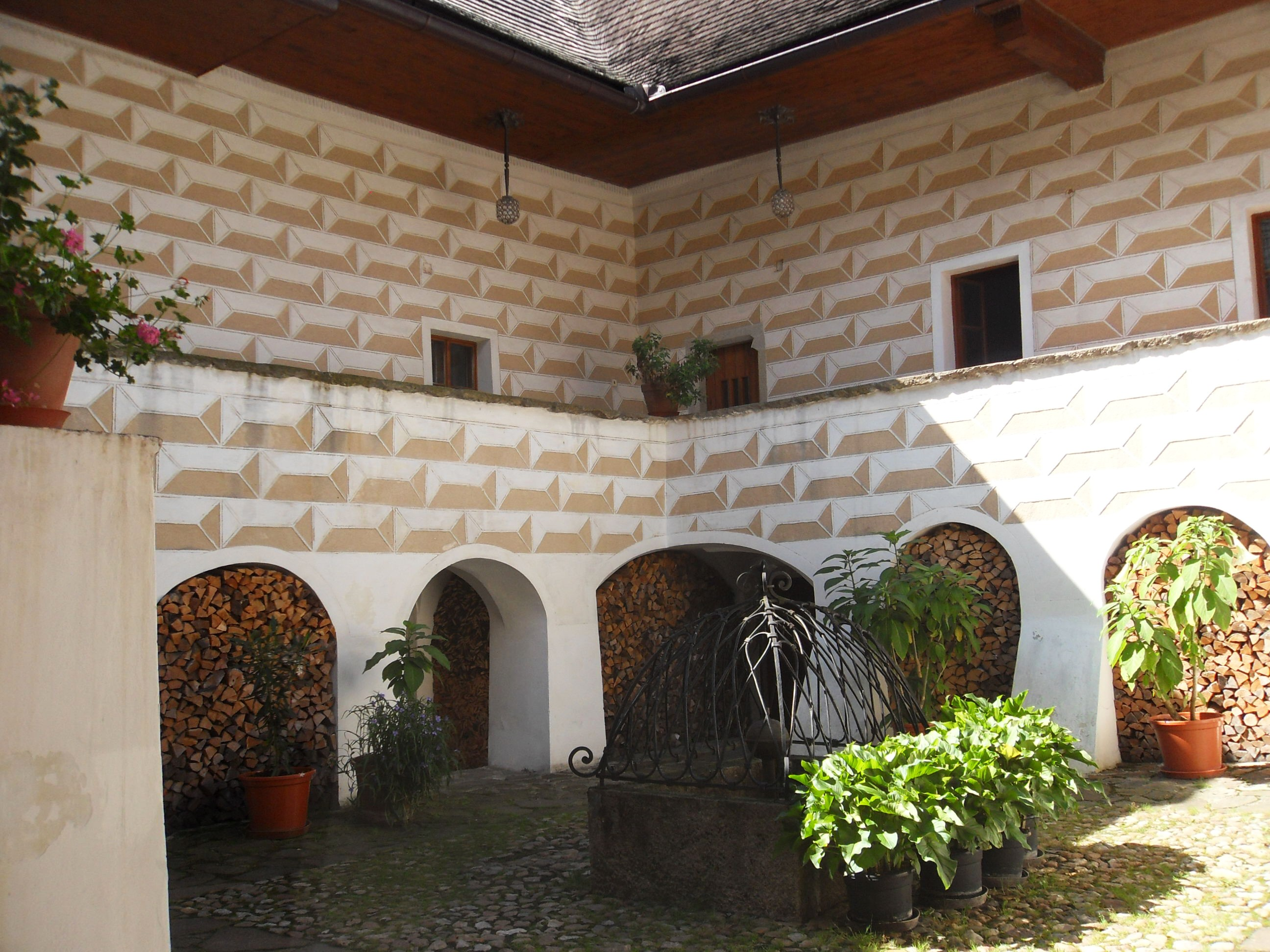
Nádvoří tvrze s pavlačí a psaníčkovými sgrafity

Jádro současné tvrze pochází z konce 15. století, kdy Ludvík ze Žumberka nechal postavit zcela nové sídlo (není známo, jestli na místě staršího, nebo na novém místě). Jednalo se tehdy o jednoduchou pozdně gotickou jednopatrovou čtyřkřídlou budovu (doložena 1544) s průjezdem do nádvoří; o jejím případném opevnění není známo nic. Do současné podoby renesanční vily v italském stylu byla přestavěna někdy na přelomu 16. a 17. století, buď za Jindřicha Pouzara, nebo za Theobalda Hocka. Stavitel nechal k severnímu a západnímu křídlu přistavět přístavky, na nádvoří byly vybudovány pavlače, byl upraven interiér a byla provedena sgrafitová omítka. Tehdy také vzniklo do současnosti dochované opevnění, hradební zeď s baštami, mezi jehož stavebníky bývá uváděn i Petr Vok z Rožmberka. Podle Jihočeského muzea je pravděpodobné, že tvrz byla s historickým jádrem vesnice obehnána hradební zdí se šesti baštami v letech 1612–1615.
Roku 1817 byla zbořena severní a severovýchodní část hradební zdi (směrem do vsi) i s bránou a jednou baštou, další zbořená bašta je uváděna v roce 1832.

## Podoba tvrze

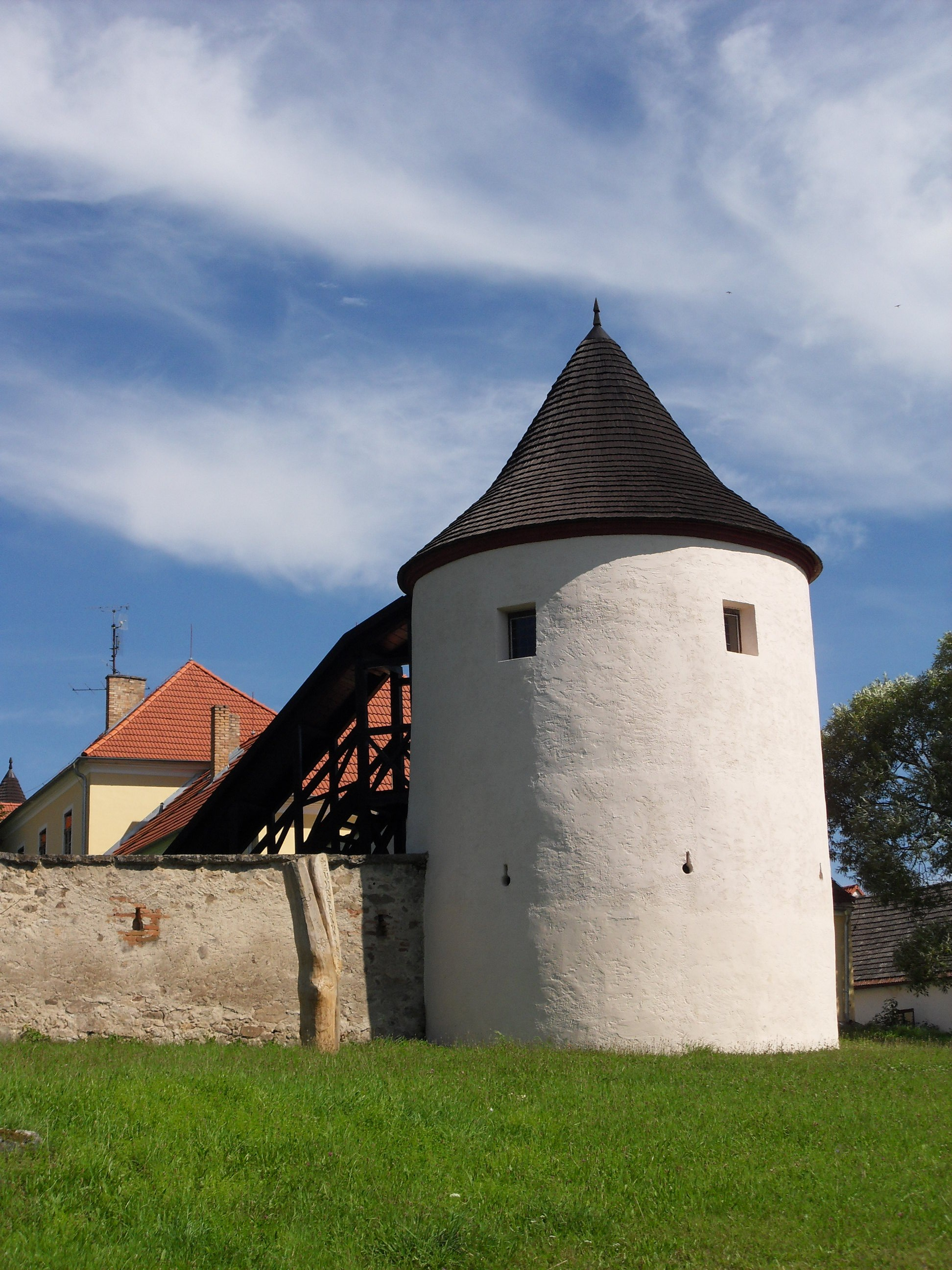
Jedna z bašt tvrze

Tvrz je postavena na jihozápadním okraji vsi, nad rybníkem na Svinenském potoce, který ji chrání ze západní a jižní strany.
Jedná se o čtyřkřídlou patrovou budovu s přístavky u severního a západního křídla. Ve východním křídle se nachází průjezd na malé čtvercové nádvoří s fasádou s psaníčkovými sgrafity a s pavlačemi, které jsou podklenuté valeně s výsečemi. Místnosti v přízemí tvrze jsou zaklenuté rovněž valeně, případně hřebínky. V prvním patře se nacházejí obytné místnosti přístupné z pavlačí, v jedné z reprezentačních místností jsou fragmenty nástěnných maleb s biblickým citátem ve staročeštině a vyřezávaný záklopový strop, jehož trámy jsou zdobeny rožmberskou pětilistou růží.
Areál tvrze je obehnán rozsáhlým opevněním. Hradební zeď zpevněná sedmi válcovými baštami chránila i blízký kostel Umučení svatého Jana Křtitele s původním hřbitovem a sousední poplužní dvůr; opevněná plocha tak přesahovala rozlohu malé vsi v severním sousedství opevněného areálu. Do dnešních dnů se dochovala většina hradební zdi (zbořena pouze na severní a severovýchodní straně směrem do vsi) a pět bašt; šestá je zachována u budovy tvrze v půdorysné stopě, sedmá stála na místě klasicistní hospody na návsi.